# Ghazi Ayadi
Ghazi Ayadi (arabisch غازي العيادي, DMG Ġāzī al-ʿAyādī; * 19. Juli 1996 in Tunis) ist ein tunesischer Fußballspieler, der für den tunesischen Erstligisten Stade Tunisien spielt.

## Vereinskarriere
Ghazi Ayadi begann seine Karriere in der tunesischen Hauptstadt beim Club Africain. In der Saison 2013/14 war er noch Spieler der U-19, hat aber auch sechs Einsätze für die erste Mannschaft gehabt. In der darauffolgenden Saison hat der Verein hochkarätige Transfers getätigt, für das Mittelfeld wurden unter anderem Stéphane Nater und Tijani Belaid unter Vertrag genommen, weswegen der siebzehnjährige Ghazi Ayadi in der Meistersaison 2014/15 für die Jugendmannschaft spielte, für die er mit guten Leistungen überzeugen konnte. Ab der Saison 2015/16 stand er regelmäßig in der Startelf. 
Er gewann mit Club Africain zwei Mal den tunesischen Pokal und erzielte 2017 im Spiel gegen CS Sfaxien das schnellste Tor (nach fünf Sekunden Spielzeit) in der Geschichte der tunesischen Meisterschaft.
In der Saison 2017/18 erzielte er in fünf Pokalspielen drei Tore und trug somit wesentlich zur Titelverteidigung bei. Im Finale traf er beim historischen 4:1-Sieg über den Rivalen ES Sahel.
Im Winter 2020 wechselte er nach Saudi-Arabien zum Damac FC. Im Jahr 2021 wechselte er in die libysche Hauptstadt zum Al-Ittihad Tripoli und gewann zwei nationale Meisterschaften. Daraufhin wechselte zum saudischen Klub Al-Kawkab FC.
Nach einer halben Saison kehrte er in seine Heimat zurück und unterschrieb beim vierfachen Meister Stade Tunisien.

## Nationalmannschaft
Für das Nationalteam debütierte er am 27. März 2018 beim 1:0-Sieg der Tunesier gegen Costa Rica. Dies blieb sein bisher einziges Spiel für Tunesien.

## Erfolge
- Tunesischer Pokal
  - Sieger: 2017, 2018, 2024
  - Finalist: 2025
- Libyscher Meister
  - 2021, 2022